# Economía de Taiwán
La economía de Taiwan es una economía capitalista desarrollada que se ubica como la séptima más grande de Asia y la 22ª más grande del mundo por paridad de poder adquisitivo (PPA). Está incluido en el grupo de economías avanzadas por el Fondo Monetario Internacional y medido en el grupo de economías de altos ingresos por el Banco Mundial. Taiwán es el fabricante de microchips informáticos más avanzado tecnológicamente del mundo.
A partir de 2018, las telecomunicaciones, los servicios financieros y los servicios públicos son los tres sectores mejor pagados de individuos en Taiwán. La economía de Taiwán ocupa el primer lugar en Asia en el Índice Global de Emprendimiento (GEI) de 2015 por sus fortalezas específicas. La mayoría de los grandes bancos estatales y empresas industriales han sido privatizados, y ahora las empresas familiares son los factores económicos simplificados en Taiwán. Con la planificación económica centrada en la tecnocracia bajo la ley marcial. Hasta 1987, el crecimiento real del PIB ha promediado alrededor del 8% durante las últimas tres décadas. Las exportaciones han crecido aún más rápido y, desde la Segunda Guerra Mundial, han proporcionado el ímpetu principal para la industrialización. La inflación y el desempleo son bajos; el superávit comercial es sustancial; y las reservas extranjeras son el cuarto más grande del mundo[cita requerida]. La agricultura contribuye con el 3% al PIB, por debajo del 35% en 1952, y el sector de servicios representa el 73% de la economía. Las industrias tradicionales intensivas en mano de obra se están trasladando constantemente fuera de la costa y reemplazadas por industrias más intensivas en capital y tecnología en la etapa premadurez de la industria manufacturera en las competencias económicas mundiales sobre el costo laboral (indicador clave de rendimiento), automatización (industria 4.0), realización del diseño del producto (prototipo), comercialización de tecnología (innovación con conocimiento/rigidez práctica), materialización científica (patente), descubrimiento científico (hallazgos científicos del método científico empírico) y crecimiento a partir de la excesiva dependencia del fabricante de equipo original y modelos de fabricante de diseño original, en el que no hay una sola Universidad de Taiwán que ingrese en el ranking Global Top Innovative 100 University de Reuter, y la economía de Taiwán puede necesitar colaboración internacional en cooperación universitaria, de investigación e industrial en oportunidades derivadas. La economía de Taiwán es un socio indispensable en las cadenas globales de valor de la industria electrónica. Los componentes electrónicos y la computadora personal son dos áreas de fortaleza internacional de la industria de tecnología de la información de Taiwán, lo que significa que la economía de Taiwán tiene la ventaja competitiva de tener la curva de aprendizaje de tecnologías extranjeras avanzadas con menor costo para producir y vender extranjero. El Instituto de Industria de la Información con sus reconocimientos internacionales es responsable del desarrollo de la industria de TI y la industria de las TIC en Taiwán. El Instituto de Investigación de Tecnología Industrial con sus socios globales es el centro de investigación avanzada de tecnología aplicada para la economía de Taiwán. La Dirección General de Presupuesto, Contabilidad y Estadísticas y el Ministerio de Asuntos Económicos publican los principales indicadores económicos de la economía de Taiwán. La Institución Chung-Hua para la Investigación Económica proporciona pronósticos económicos a la vanguardia de la economía de Taiwán e investiga con autoridad sobre las relaciones económicas bilaterales con la ASEAN por el Centro de Estudios ASEAN de Taiwán (TASC). La Bolsa de Taiwán es la sede de las empresas que cotizan en bolsa de las industrias locales en Taiwán con exposiciones financieras ponderadas al índice FTSE Taiwán y al índice MSCI Taiwán.
El Comercio Internacional cuenta con la asistencia oficial del Consejo de Desarrollo del Comercio Exterior de Taiwán. Los inversores y las empresas taiwanesas se han convertido en importantes inversores en China continental, Vietnam, Tailandia, Indonesia, Filipinas y Malasia. Debido a la política financiera conservadora y estable del Banco Central de la República de China (Taiwán) y las fortalezas empresariales, Taiwán sufrió poco de la crisis financiera de 1997-1999 en comparación con muchas economías de la región. Dos bancos principales en Taiwán son Banco de Taiwán y Mega International Commercial Bank, pero la industria financiera no es la principal industria internacional en Taiwán. A diferencia de los vecinos Japón y Corea del Sur, las pequeñas y medianas empresas constituyen una proporción significativa de las empresas en Taiwán. Taiwán se caracteriza como una de las economías recientemente industrializadas a raíz de los Diez proyectos de construcción más importantes desde la década de 1970. Desde la década de 1990, la economía de Taiwán ha adoptado la liberalización económica con las sucesivas reformas regulatorias. London Metal Exchange, la bolsa de metales más grande del mundo, aprobó Kaohsiung, Taiwán como un buen punto de entrega de aluminio primario, aleación de aluminio, cobre, plomo, níquel, estaño y zinc y como la novena ubicación de la LME en Asia el 17 de junio de 2013, para futuros contratos sobre metales y producción industrial de la integración global de economía de Taiwán. La economía de Taiwán tiene la mayor densidad de concentración de tiendas de conveniencia modernas del mundo. El sistema de impuestos indirectos de la economía de Taiwán comprende el Impuesto de Ingresos Comerciales Brutos (GBRT) (impuesto por ingresos brutos) y el impuesto al valor agregado. La economía de Taiwán ocupa el puesto 15 en general en el Top 20 de las principales ciudades de destino por los visitantes internacionales durante la noche (2014) según el índice de ciudades de destino global de MasterCard 2014. Bubble Tea se originó en Taiwán.
Taiwán es miembro del Banco Asiático de Desarrollo (BAD), la Organización Mundial del Comercio (OMC) y la Cooperación Económica Asia-Pacífico (APEC). Taiwán también es observador en la Organización para la Cooperación y el Desarrollo Económico (OCDE) bajo el nombre de "China Taipéi", y miembro de la Cámara de Comercio Internacional como "China Taipéi". Taiwán firmó el Acuerdo Marco de Cooperación Económica con la República Popular China el 29 de junio de 2010. Taiwán también firmó un pacto de libre comercio con Singapur y Nueva Zelanda. Taiwán solicitó la membresía en el Banco Asiático de Inversión en Infraestructura en 2015. Los cinco principales socios comerciales de Taiwán en 2010 son China, Japón, Estados Unidos, la Unión Europea y Hong Kong.
La economía de Taiwán, en comparación con otras economías importantes de la región, está "en una encrucijada", y se enfrenta a la marginación económica en la economía mundial, además de la des-internacionalización, el salario mal pagado a los empleados y perspectiva incierta para la promoción personal del personal, lo que resulta en talentos de recursos humanos que buscan oportunidades de carrera en otras partes de la región de Asia y el Pacífico, y las empresas en Taiwán son las que más sufren del tamaño de las pequeñas y medianas empresas con ingresos más débiles de lo esperado. operación comercial agitada por cualquier consideración de expansión adicional, y en general impide cualquier intento de transformación económica de Taiwán por parte del gobierno taiwanés. La Organización Mundial del Comercio también ha revisado las perspectivas económicas del Taipéi Chino en 2010. El pronóstico industrial internacional de fabricación de semiconductores, que es la industria emblemática de la economía de Taiwán, que enfrenta una inmensa competencia con sus contrapartes estadounidenses. Para concluir, ante el fracaso del mercado por la externalidad , el gobierno de Taiwán necesita una política industrial bien pensada para adaptarse urgentemente al nuevo panorama económico, y como una economía insular con falta de recursos naturales y una demanda agregada interna comparativamente menor , los recursos humanos altamente educados de Taiwán contribuiría en gran medida a la gestión de la innovación de valor agregado para expandir el comercio internacional de Taiwán.
Acelerar el progreso para abordar la tasa de fertilidad más baja del mundo y los altos precios de la vivienda es esencial para evitar la escasez de mano de obra, la caída de la demanda interna y la disminución de los ingresos fiscales a corto plazo porque la disminución de la población es más rápida que en Hong Kong, República Popular de China; la República de Corea (ROK); República Popular de China; Singapur; y varias economías avanzadas en el mundo.

## Historia
Taiwán se ha transformado de un receptor de ayuda estadounidense en la década de 1950 y principios de 1960 a un donante de ayuda y un importante inversor extranjero, con inversiones centradas principalmente en Asia.[cita requerida] Se estima que la inversión privada taiwanesa en China continental supera los $150 mil millones,
Taiwán se ha beneficiado históricamente de la huida de muchos chinos adinerados y adinerados para establecerse en la isla: durante la dinastía Qing, los simpatizantes de la dinastía Ming anteriores sobrevivieron durante un breve período de exilio en Taiwán, y en 1949, como chinos. El Partido Comunista obtuvo el control de China continental, dos millones de partidarios del Kuomintang (KMT) huyeron a la isla.
El primer paso hacia la industrialización fue la reforma agraria, un paso crucial en la modernización de la economía, ya que creó una clase de propietarios con capital que pueden invertir en futuros proyectos económicos. La ayuda de Estados Unidos también fue importante para estabilizar el Taiwán de la posguerra, y constituyó más del 30 por ciento de la inversión interna de 1951 a 1962. Estos factores, junto con la planificación gubernamental y la educación universal, trajeron un gran avance en la industria y la agricultura, y en los niveles de vida. La economía pasó de una economía basada en la agricultura (32% del PIB en 1952) a una economía orientada a la industria (47% del PIB en 1986). Entre 1952 y 1961, la economía creció en un promedio de 9.21% cada año.
Una vez más, la transformación de la economía de Taiwán no puede entenderse sin referencia al marco geopolítico más amplio. Aunque la ayuda se redujo en la década de 1970, fue crucial en los años formativos, estimulando la industrialización y la seguridad y los vínculos económicos se mantuvieron. La incertidumbre sobre el compromiso de los Estados Unidos aceleró el cambio del país de la sustitución de importaciones subsidiadas en la década de 1950 al crecimiento liderado por las exportaciones. El desarrollo del comercio exterior y las exportaciones ayudó a absorber el exceso de mano de obra debido a la disminución de la importancia de la agricultura en la economía. Al igual que Corea, Taiwán pasó de manufacturas baratas que requieren mucha mano de obra, como textiles y juguetes, a una expansión de la industria pesada y la infraestructura en la década de 1970 y luego electrónica avanzada en la década posterior.[cita requerida] En la década de 1980, la economía se estaba volviendo cada vez más abierta y el gobierno avanzó hacia la privatización de las empresas gubernamentales. El desarrollo tecnológico llevó al establecimiento del Parque Científico Hsinchu en 1981. Las inversiones en China continental estimularon el comercio a través del Estrecho, disminuyendo la dependencia de Taiwán del mercado de los Estados Unidos. [80] Entre 1981 y 1995, la economía creció a una tasa anual del 7,52%, y el sector de servicios se convirtió en el sector más grande con 51,67%, superando al sector industrial y convirtiéndose en una fuente importante del crecimiento de la economía.

## Datos
Para la fluctuación del tipo de cambio, vea Nuevo dólar de Taiwán.
| Año  | PIB     | PIB per cápita | Crecimiento del PIB | Tasa de inflación | Desempleo | Deuda del Gobierno |
| ---- | ------- | -------------- | ------------------- | ----------------- | --------- | ------------------ |
| 1980 | 61.9    | 3,463          | 8.0%                | 19.0%             | 1.2%      | N/A                |
| 1981 | 72.5    | 3,983          | 7.1%                | 16.3%             | 1.4%      | N/A                |
| 1982 | 80.6    | 4,356          | 4.8%                | 3.0%              | 2.1%      | N/A                |
| 1983 | 111.4   | 4,864          | 9.0%                | 1.4%              | 2.7%      | N/A                |
| 1984 | 124.2   | 5,463          | 10.0%               | 0.0%              | 2.5%      | N/A                |
| 1985 | 132.7   | 5,834          | 4.8%                | −0.2%             | 2.9%      | N/A                |
| 1986 | 138.2   | 6,57           | 11.5%               | 0.7%              | 2.7%      | N/A                |
| 1987 | 148.1   | 7,511          | 12.7%               | 0.5%              | 2.0%      | N/A                |
| 1988 | 165.6   | 8,3            | 8.0%                | 1.3%              | 1.7%      | N/A                |
| 1989 | 187.1   | 9,283          | 8.7%                | 4.4%              | 1.6%      | N/A                |
| 1990 | 205.0   | 10,048         | 5.6%                | 4.1%              | 1.7%      | N/A                |
| 1991 | 229.5   | 11,139         | 8.4%                | 3.6%              | 1.5%      | N/A                |
| 1992 | 254.2   | 12,221         | 8.3%                | 4.5%              | 1.5%      | N/A                |
| 1993 | 278.0   | 13,24          | 6.8%                | 2.9%              | 1.5%      | N/A                |
| 1994 | 305.2   | 14,41          | 7.5%                | 4.1%              | 1.6%      | N/A                |
| 1995 | 331.8   | 15,535         | 6.5%                | 3.7%              | 1.8%      | N/A                |
| 1996 | 358.7   | 16,664         | 6.2%                | 3.1%              | 2.6%      | N/A                |
| 1997 | 387.2   | 17,806         | 6.1%                | 0.9%              | 2.7%      | 24.9%              |
| 1998 | 407.5   | 18,598         | 4.2%                | 1.7%              | 2.7%      | 23.6%              |
| 1999 | 441.9   | 20,002         | 6.7%                | 0.2%              | 2.9%      | 23.7%              |
| 2000 | 481.0   | 21,59          | 6.4%                | 1.2%              | 3.0%      | 26.2%              |
| 2001 | 485.7   | 21,679         | −1.3%               | 0.0%              | 4.6%      | 30.0%              |
| 2002 | 520.7   | 23,119         | 5.6%                | −0.2%             | 5.2%      | 29.6%              |
| 2003 | 552.9   | 24,462         | 4.1%                | −0.3%             | 5.0%      | 32.0%              |
| 2004 | 605.1   | 26,67          | 6.5%                | 1.6%              | 4.4%      | 33.3%              |
| 2005 | 658.4   | 28,915         | 5.4%                | 2.3%              | 4.1%      | 33.9%              |
| 2006 | 716.8   | 31,333         | 5.6%                | 0.6%              | 3.9%      | 33.1%              |
| 2007 | 783.8   | 34,141         | 6.5%                | 1.8%              | 3.9%      | 32.1%              |
| 2008 | 804.8   | 34,936         | 0.7%                | 3.5%              | 4.1%      | 33.3%              |
| 2009 | 798.2   | 34,526         | −1.6%               | −0.3%             | 5.9%      | 36.6%              |
| 2010 | 893.9   | 38,593         | 10.6%               | 1.0%              | 5.2%      | 36.7%              |
| 2011 | 947.1   | 40,777         | 3.8%                | 1.4%              | 4.4%      | 38.2%              |
| 2012 | 984.4   | 42,22          | 2.1%                | 1.9%              | 4.2%      | 39.2%              |
| 2013 | 1,022.3 | 43,739         | 2.2%                | 0.8%              | 4.2%      | 39.0%              |
| 2014 | 1,082.5 | 46,195         | 4.0%                | 1.2%              | 4.0%      | 37.8%              |
| 2015 | 1,103.1 | 46,956         | 0.8%                | −0.3%             | 3.8%      | 36.6%              |
| 2016 | 1,132.9 | 48,128         | 1.4%                | 1.4%              | 3.9%      | 36.2%              |
| 2017 | 1,192.5 | 50,593         | 3.1%                | 1.1%              | 3.8%      | 35.5%              |
| 2018 | 1,251.5 | 53,023         | 2.6%                | 1.5%              | 3.7%      | 35.0%              |
| 2019 | 1,300.2 | 55,078         | 2.0%                | 0.8%              | 3.8%      | 33.6%              |

### Nominal
Para la fluctuación del tipo de cambio, vea Nuevo dólar de Taiwán.
| Año  | Crecimiento económico (%) | -- | PIB per cápita | Crecimiento (%) |
| ---- | ------------------------- | -- | -------------- | --------------- |
| 1951 | -                         | -- | 154            | -               |
| 1952 | 12.00                     | -- | 208            | 35.06           |
| 1953 | 9.49                      | -- | 178            | -14.42          |
| 1954 | 9.64                      | -- | 188            | 5.62            |
| 1955 | 7.72                      | -- | 216            | 14.89           |
| 1956 | 6.17                      | -- | 151            | -30.09          |
| 1957 | 7.81                      | -- | 170            | 12.58           |
| 1958 | 7.68                      | -- | 185            | 8.82            |
| 1959 | 8.81                      | -- | 140            | -24.32          |
| 1960 | 7.20                      | -- | 163            | 16.43           |
| 1961 | 7.05                      | -- | 161            | -1.23           |
| 1962 | 8.93                      | -- | 172            | 6.83            |
| 1963 | 10.74                     | -- | 189            | 9.88            |
| 1964 | 12.63                     | -- | 214            | 13.23           |
| 1965 | 11.89                     | -- | 229            | 7.01            |
| 1966 | 9.63                      | -- | 249            | 8.73            |
| 1967 | 11.15                     | -- | 281            | 12.85           |
| 1968 | 9.71                      | -- | 319            | 13.52           |
| 1969 | 9.59                      | -- | 357            | 11.91           |
| 1970 | 11.51                     | -- | 397            | 11.20           |
| 1971 | 13.43                     | -- | 451            | 13.60           |
| 1972 | 13.87                     | -- | 530            | 17.52           |
| 1973 | 12.83                     | -- | 706            | 33.21           |
| 1974 | 2.67                      | -- | 934            | 32.29           |
| 1975 | 6.19                      | -- | 985            | 5.46            |
| 1976 | 14.28                     | -- | 1,158          | 17.56           |
| 1977 | 11.41                     | -- | 1,33           | 14.85           |
| 1978 | 13.56                     | -- | 1,606          | 20.75           |
| 1979 | 8.83                      | -- | 1,95           | 21.42           |
| 1980 | 8.04                      | -- | 2,389          | 22.51           |
| 1981 | 7.10                      | -- | 2,72           | 13.86           |
| 1982 | 4.81                      | -- | 2,699          | -0.77           |
| 1983 | 9.02                      | -- | 2,903          | 7.56            |
| 1984 | 10.05                     | -- | 3,224          | 11.06           |
| 1985 | 4.81                      | -- | 3,314          | 2.79            |
| 1986 | 11.51                     | -- | 4,036          | 21.79           |
| 1987 | 12.75                     | -- | 5,35           | 32.56           |
| 1988 | 8.02                      | -- | 6,37           | 19.07           |
| 1989 | 8.72                      | -- | 7,613          | 19.51           |
| 1990 | 5.54                      | -- | 8,205          | 7.78            |
| 1991 | 8.37                      | -- | 9,125          | 11.21           |
| 1992 | 8.31                      | -- | 10,768         | 18.01           |
| 1993 | 6.81                      | -- | 11,242         | 4.40            |
| 1994 | 7.50                      | -- | 12,15          | 8.08            |
| 1995 | 6.50                      | -- | 13,119         | 7.98            |
| 1996 | 6.18                      | -- | 13,641         | 3.98            |
| 1997 | 6.05                      | -- | 14,02          | 2.78            |
| 1998 | 4.20                      | -- | 12,82          | -8.56           |
| 1999 | 6.73                      | -- | 13,804         | 7.68            |
| 2000 | 6.31                      | -- | 14,908         | 8.00            |
| 2001 | -1.40                     | -- | 13,397         | -10.14          |
| 2002 | 5.48                      | -- | 13,686         | 2.16            |
| 2003 | 4.22                      | -- | 14,066         | 2.78            |
| 2004 | 6.95                      | -- | 15,317         | 8.89            |
| 2005 | 5.38                      | -- | 16,456         | 7.44            |
| 2006 | 5.77                      | -- | 16,934         | 2.90            |
| 2007 | 6.85                      | -- | 17,757         | 4.86            |
| 2008 | 0.80                      | -- | 18,081         | 1.82            |
| 2009 | -1.61                     | -- | 16,933         | -6.35           |
| 2010 | 10.25                     | -- | 19,197         | 13.37           |
| 2011 | 3.67                      | -- | 20,866         | 8.69            |
| 2012 | 2.22                      | -- | 21,295         | 2.06            |
| 2013 | 2.48                      | -- | 21,973         | 3.18            |
| 2014 | 4.72                      | -- | 22,874         | 4.10            |
| 2015 | 1.47                      | -- | 22,78          | -0.41           |
| 2016 | 2.17                      | -- | 23,091         | 1.37            |
| 2017 | 3.31                      | -- | 25,08          | 8.61            |
| 2018 | 2.75                      | -- | 25,792         | 2.84            |
| 2019 | 2.71                      | -- | 25,909         | 0.45            |

## Economía por región

Ingreso medio anual de los hogares en Taiwán por municipio/ciudad o distrito en 2016

| Pos. | Ciudad                                       | NDT     | USD    | PPA    |
| ---- | -------------------------------------------- | ------- | ------ | ------ |
| 1    | Taipéi                                       | 990,292 | 30,699 | 65,539 |
| 2    | Hsinchu                                      | 853,089 | 26,446 | 56,459 |
| -    | Área metropolitana de Taipéi-Keelung         | 830,788 | 25,754 | 54,982 |
| -    | Área metropolitana de Taipéi-Keelung-Taoyuan | 807,86  | 25,044 | 53,465 |
| 4    | Nueva Taipéi                                 | 733,776 | 22,747 | 48,562 |
| 5    | Taoyuan                                      | 731,518 | 22,677 | 48,413 |
| -    | Taiwán                                       | 727,098 | 22,54  | 48,12  |
| 6    | Taichung                                     | 724,905 | 22,472 | 47,975 |
| 7    | Condado de Hsinchu                           | 724,84  | 22,47  | 47,971 |
| 8    | Condado de Penghu                            | 709,066 | 21,981 | 46,927 |
| 9    | Chiayi                                       | 709,033 | 21,98  | 46,925 |
| 10   | Keelung                                      | 706,808 | 21,911 | 46,777 |
| 11   | Condado de Yilan                             | 700,034 | 21,701 | 46,329 |
| 12   | Condado de Hualien                           | 693,292 | 21,492 | 45,883 |
| 13   | Kaohsiung                                    | 684,26  | 21,212 | 45,285 |
| 14   | Condado de Kinmen                            | 668,582 | 20,726 | 44,248 |
| 15   | Condado de Miaoli                            | 657,292 | 20,376 | 43,5   |
| 16   | Tainan                                       | 643,743 | 19,956 | 42,604 |
| 17   | Condado de Taitung                           | 623,485 | 19,328 | 41,263 |
| 18   | Condado de Changhua                          | 618,969 | 19,188 | 40,964 |
| 19   | Condado de Yunlin                            | 607,776 | 18,841 | 40,223 |
| 20   | Condado de Pingtung                          | 592,066 | 18,354 | 39,184 |
| 21   | Condado de Nantou                            | 569,453 | 17,653 | 37,687 |
| 22   | Condado de Chiayi                            | 562,743 | 17,445 | 37,243 |

## Perspectivas económicas
Taiwán ahora enfrenta muchos de los mismos problemas económicos que otras economías desarrolladas. Con la perspectiva de la reubicación continua de industrias intensivas en mano de obra a economías con mano de obra más barata, como en China continental y Vietnam, el desarrollo futuro de Taiwán tendrá que depender de una mayor transformación a una economía orientada a los servicios y la alta tecnología. En los últimos años, Taiwán ha diversificado con éxito sus mercados comerciales, reduciendo su participación en las exportaciones a los Estados Unidos del 49% en 1984 al 20% en 2002. La dependencia de Taiwán de los Estados Unidos debería continuar disminuyendo a medida que sus exportaciones al sudeste Asia y China continental crecen y sus esfuerzos por desarrollar los mercados europeos producen resultados. La adhesión de Taiwán a la OMC y su deseo de convertirse en un "centro de operaciones regionales" de Asia y el Pacífico están impulsando una mayor liberalización económica.

### Crisis financiera global
Taiwán se recuperó rápidamente de la crisis financiera de 2008, y su economía ha estado creciendo constantemente desde entonces. Su economía se enfrentó a una recesión en 2009 debido a una fuerte dependencia de las exportaciones, lo que a su vez la hizo vulnerable a los mercados mundiales. El desempleo alcanzó niveles no vistos desde 2003, y la economía cayó un 8,36% en el cuarto trimestre de 2008. En respuesta, el gobierno lanzó un paquete de estímulo económico de $5.600 millones (3% de su PIB), provisto financiero incentivos para empresas, y exenciones fiscales introducidas. El paquete de estímulo se centró en el desarrollo de infraestructura, pequeñas y medianas empresas, exenciones de impuestos para nuevas inversiones y hogares de bajos ingresos. Impulsar los envíos a nuevos mercados extranjeros, como Rusia, Brasil y Oriente Medio, también fue un objetivo principal del estímulo. La economía desde entonces se ha recuperado lentamente; en noviembre de 2010, la tasa de desempleo de Taiwán había caído a un mínimo de dos años de 4.73% y continuó cayendo a un mínimo de 40 meses de 4.18% a fines de 2011. El salario promedio también ha aumentado constantemente para cada mes en 2010, un 1,92% más que en el mismo período de 2009. La producción industrial de noviembre de 2010 alcanzó otro máximo, un 19,37% más que el año anterior, lo que indica fuertes exportaciones y una economía local en crecimiento. El consumo privado también está aumentando, con un aumento de las ventas minoristas del 6,4% en comparación con 2009. Después del 10,5% de crecimiento económico en 2010, el Banco Mundial esperaba que el crecimiento continuara y alcanzara el 5% para 2011.
Según el Consejo Nacional de Desarrollo, la economía de Taiwán disminuyó en mayo de 2019 debido a la actual guerra comercial entre China y Estados Unidos.

## Comercio exterior

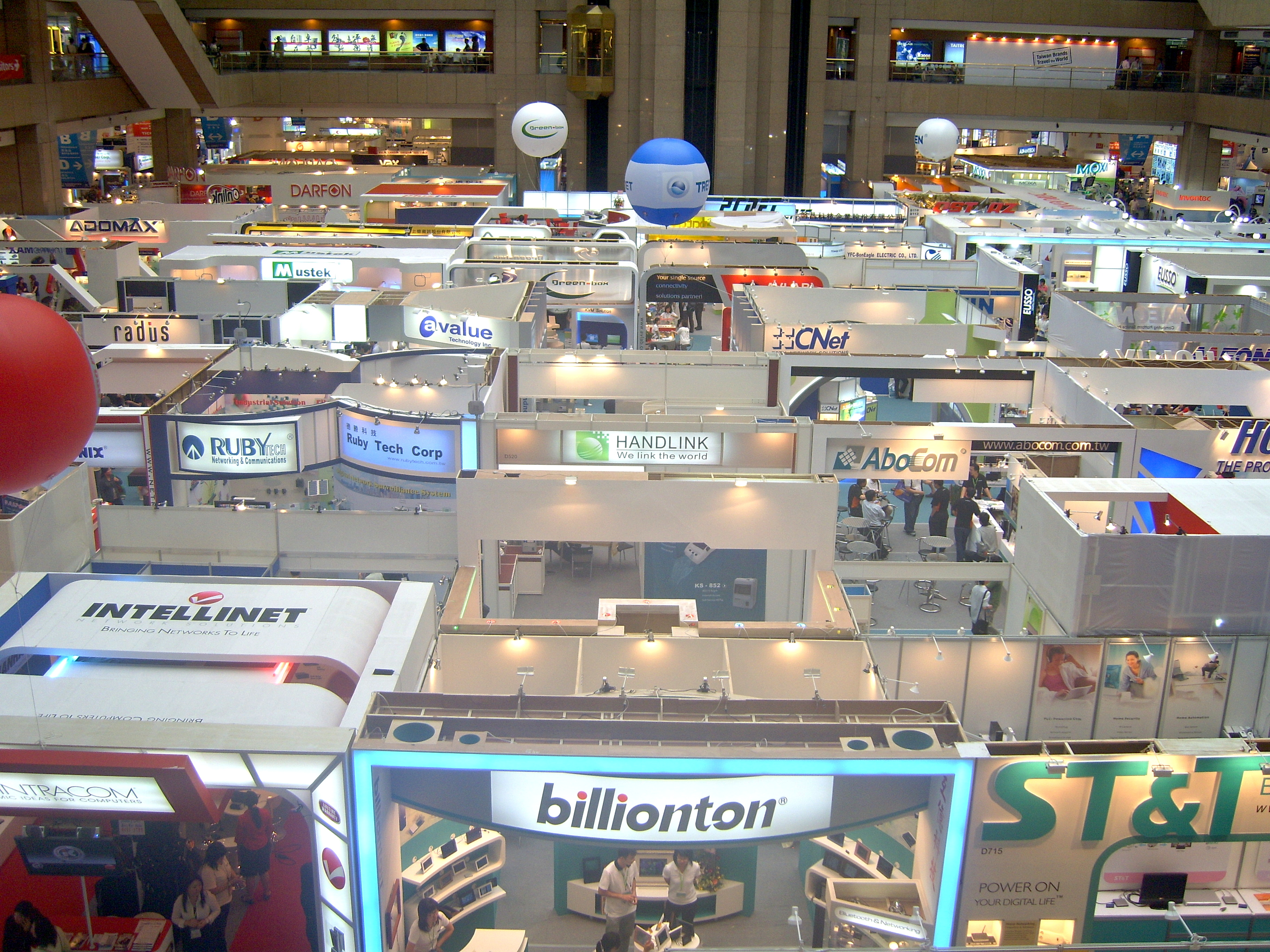
Computex Taipei, la segunda feria de tecnología más grande del mundo, es una exposición global de TI que atrae a muchos inversores extranjeros.

El comercio exterior ha sido el motor del rápido crecimiento de Taiwán durante los últimos 40 años. La economía de Taiwán sigue orientada a la exportación, por lo tanto, depende de un régimen de comercio mundial abierto y sigue siendo vulnerable a las recesiones en la economía mundial. El valor total del comercio aumentó más de cinco veces en la década de 1960, casi diez veces en la década de 1970, y se duplicó nuevamente en la década de 1980. La década de 1990 vio un crecimiento más modesto, un poco menos del doble. La composición de las exportaciones cambió de productos predominantemente agrícolas a productos industriales (ahora 98%). El sector de la electrónica es el sector de exportación industrial más importante de Taiwán y es el mayor receptor de inversiones de los Estados Unidos.
Taiwán, como economía independiente, se convirtió en miembro de la Organización Mundial del Comercio (OMC) como Territorio Aduanero Separado de Taiwán, Penghu, Kinmen y Matsu (a menudo abreviado como "Taipéi Chino", ambos nombres resultantes de la interferencia de la RPC en la OMC) en enero de 2002. En un informe de 2011 de Business Environment Risk Intelligence (BERI), Taiwán ocupó el tercer lugar a nivel mundial por su entorno de inversión.
Taiwán es el mayor proveedor mundial de fabricación de chips de computadora por contrato (servicios de fundición) y es un fabricante líder de paneles LCD, memoria de computadora DRAM, equipos de red y diseñador y fabricante de electrónica de consumo. Las principales compañías de hardware incluyen Acer, Asus, HTC, Foxconn, TSMC y Pegatron. Los textiles son otro importante sector industrial de exportación, aunque de importancia decreciente debido a la escasez de mano de obra, el aumento de los costos generales, los precios de la tierra y la protección del medio ambiente.
Las importaciones están dominadas por materias primas y bienes de capital, que representan más del 90% del total. Taiwán importa la mayor parte de sus necesidades energéticas. Estados Unidos es el tercer socio comercial más grande de Taiwán, con un 11,4% de las exportaciones taiwanesas y suministrando el 10,0% de sus importaciones. China continental se ha convertido recientemente en el mayor socio de importación y exportación de Taiwán. En 2010, el continente representó el 28.0% de las exportaciones de Taiwán y el 13.2% de las importaciones. Esta cifra está creciendo rápidamente a medida que ambas economías se vuelven cada vez más interdependientes. Las importaciones procedentes de China continental consisten principalmente en materias primas agrícolas e industriales. Las exportaciones a los Estados Unidos son principalmente productos electrónicos y de consumo. A medida que el nivel de ingreso per cápita de Taiwán ha aumentado, la demanda de bienes de consumo importados y de alta calidad ha aumentado. El superávit comercial de Taiwán en 2002 con Estados Unidos fue de $ 8,70 mil millones.
La falta de relaciones diplomáticas formales entre la República de China (Taiwán) con los socios comerciales de Taiwán parece no haber obstaculizado seriamente el comercio en rápida expansión de Taiwán. La República de China mantiene oficinas culturales y comerciales en más de 60 países con los que no tiene relaciones oficiales para representar los intereses taiwaneses. Además de la OMC, Taiwán es miembro del Banco Asiático de Desarrollo como "China Taipéi" (un nombre resultante de la influencia de la RPC en el banco) y el foro de Cooperación Económica Asia-Pacífico (APEC) como "China Taipéi" (por la misma razón que antes). Estos desarrollos reflejan la importancia económica de Taiwán y su deseo de integrarse aún más en la economía global.
El Acuerdo Marco de Cooperación Económica (ECFA) con la República Popular de China se firmó el 29 de junio de 2010, en Chongqing. Potencialmente podría ampliar el mercado para las exportaciones de Taiwán. Sin embargo, los verdaderos beneficios e impactos traídos por el ECFA a la economía general de Taiwán aún están en disputa. El acuerdo recientemente firmado permitirá que más de 500 productos fabricados en Taiwán ingresen a China continental con aranceles bajos o nulos. El gobierno también está buscando establecer acuerdos comerciales con Singapur y los Estados Unidos.

## Industria

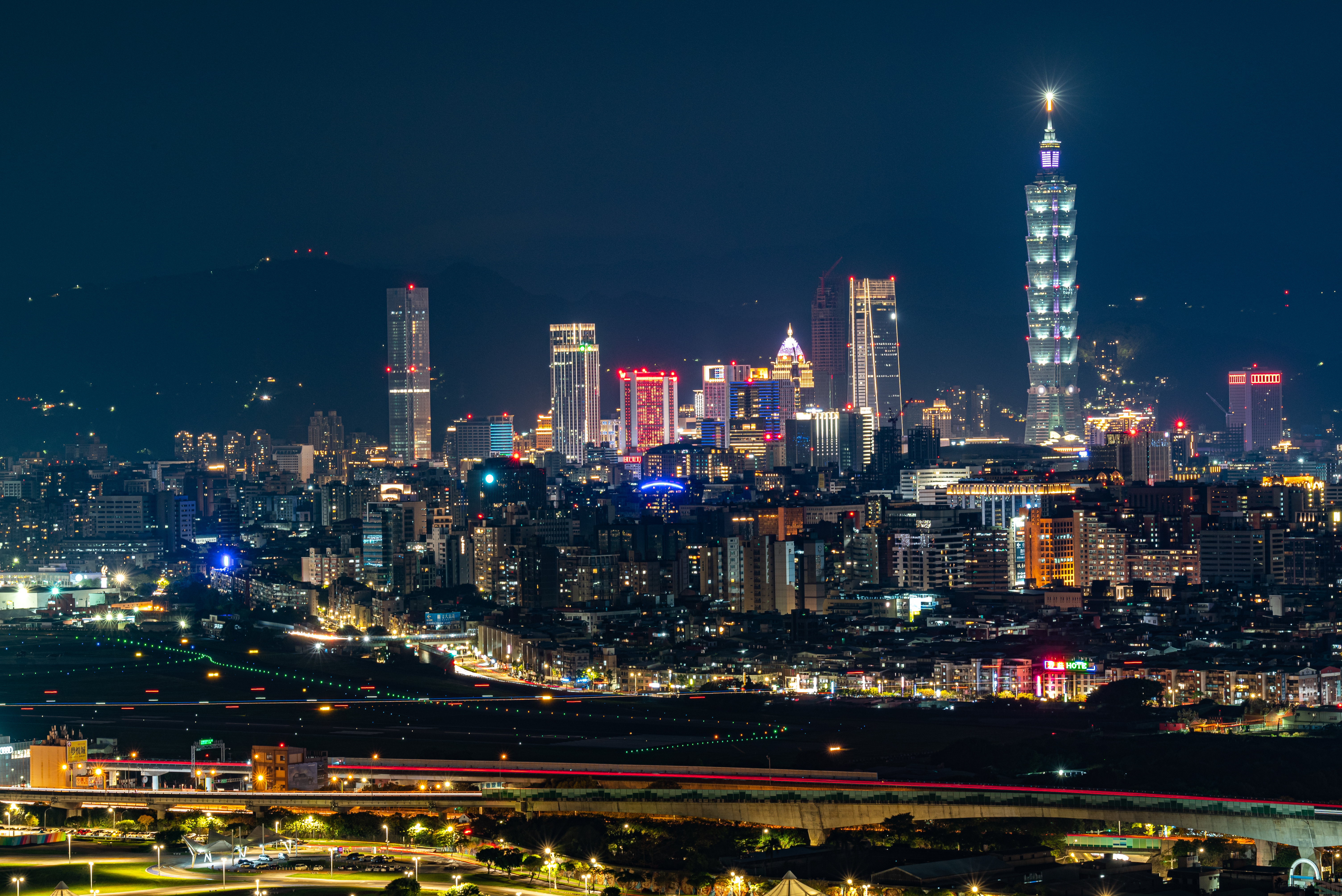
Skyline de modernos rascacielos en el Distrito Especial de Xinyi, Taipéi.

La producción industrial ha disminuido gradualmente de representar más de la mitad del PIB de Taiwán en 1986 a solo el 31% en 2002. Las industrias se han trasladado gradualmente a las industrias intensivas en capital y tecnología de las industrias más intensivas en mano de obra, con la electrónica y la tecnología de la información representando 35% de la estructura industrial. La industria en Taiwán se compone principalmente de muchas pequeñas y medianas empresas (PYME) con menos grandes empresas.

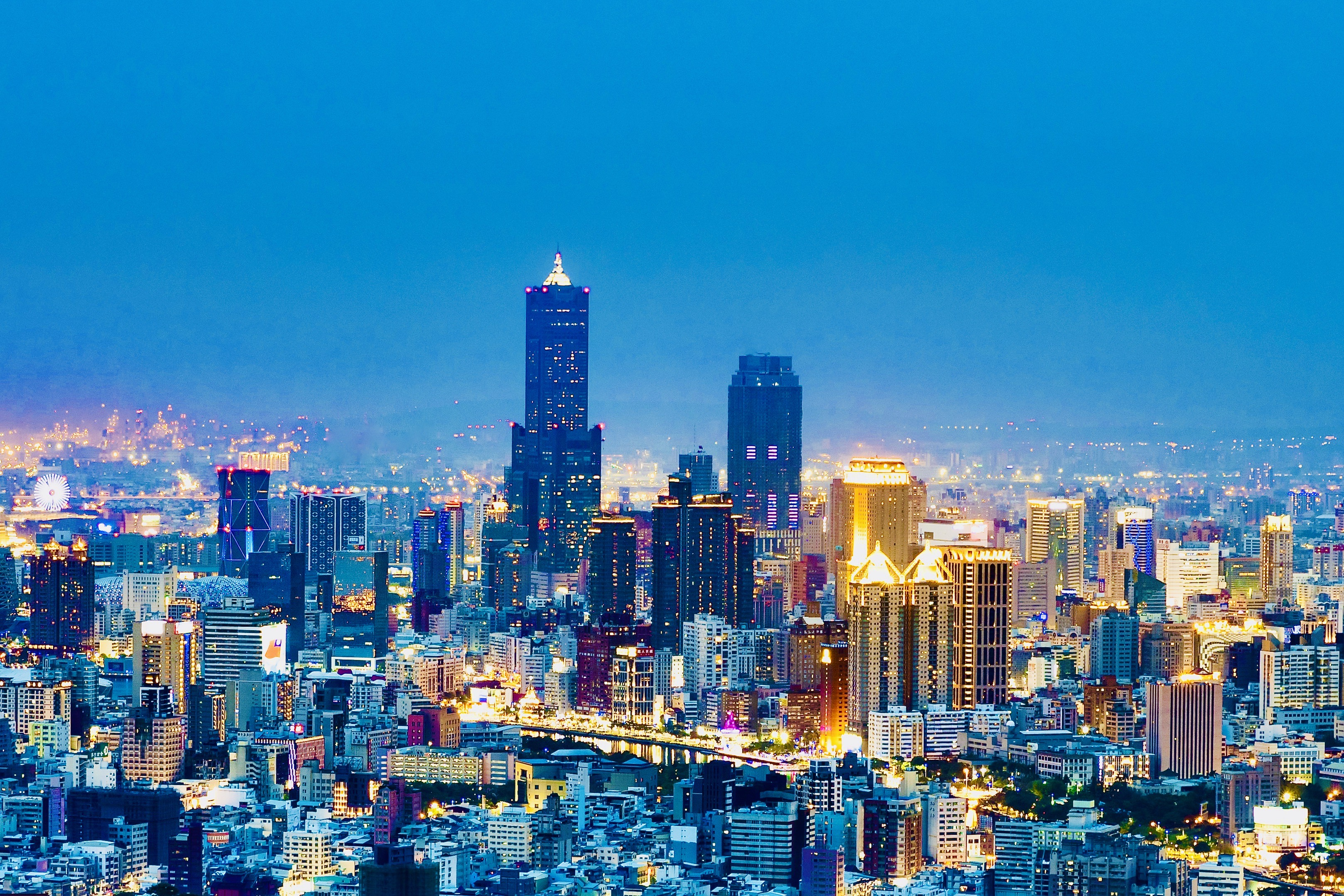
Horizonte de Kaohsiung

El proyecto "e-Taiwan" lanzado por el gobierno busca utilizar US $ 1,83 mil millones para mejorar la infraestructura de información y comunicaciones en Taiwán en cinco áreas principales: gobierno, vida, negocios, transporte y banda ancha. El programa busca aumentar la competitividad de la industria, mejorar la eficiencia del gobierno y mejorar la calidad de vida, y tiene como objetivo aumentar el número de usuarios de banda ancha en la isla a 6 millones. En 2010, el mercado de software de Taiwán creció un 7,1 % hasta alcanzar un valor de 4000 millones de dólares estadounidenses, lo que representa el 3,3 % del valor de mercado de la región de Asia y el Pacífico. La industria de producción de contenido digital creció un 15 % en 2009, alcanzando los US $ 14.03 mil millones. La optoelectrónica (que incluye las pantallas planas y la energía fotovoltaica) totalizó NTD$ 2,2 billones en 2010, un salto del 40% desde 2009, lo que representa una quinta parte de la cuota de mercado mundial.

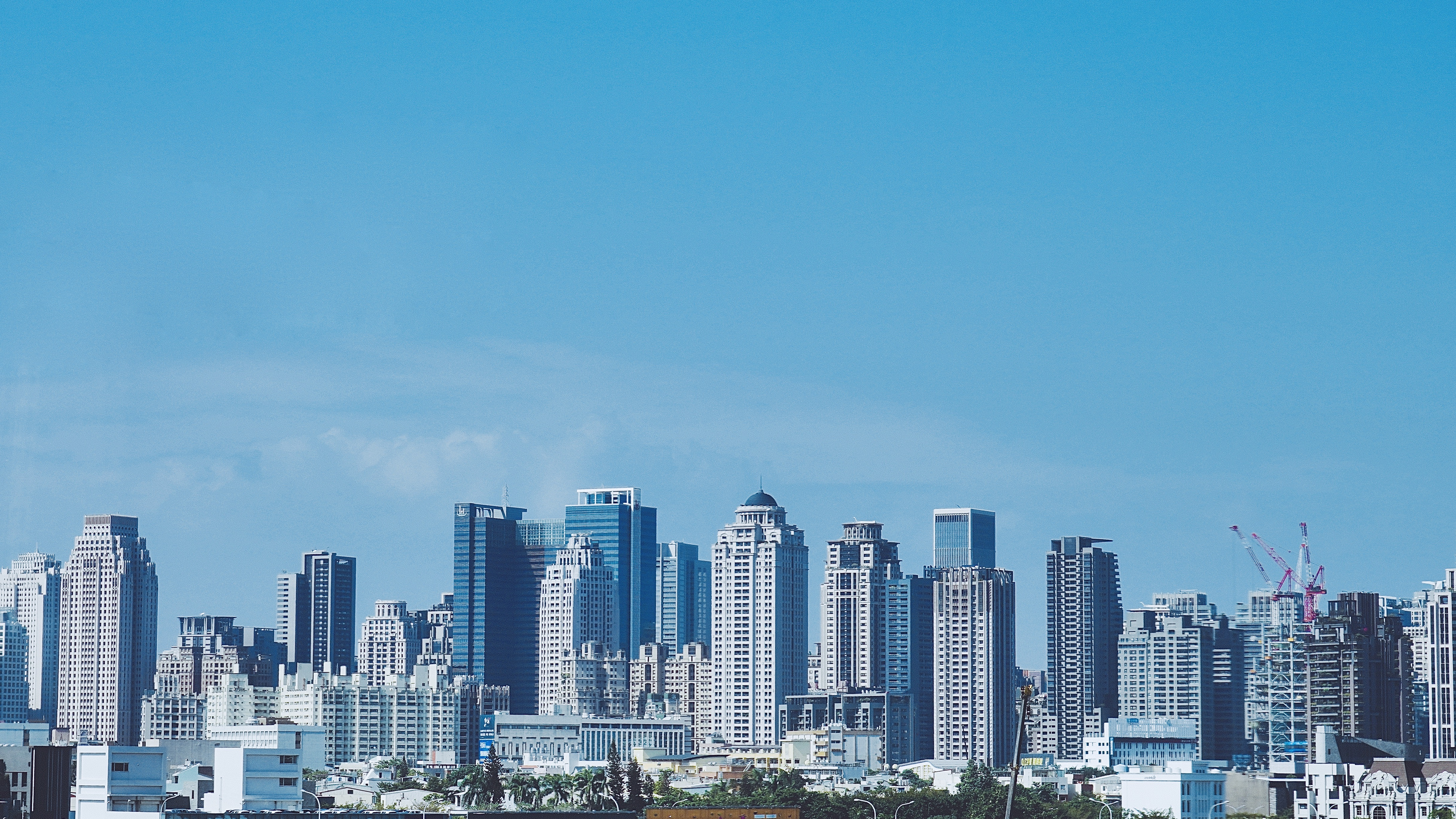
Taichung CBD

### Industria semiconductora
La industria de semiconductores, incluida la fabricación, el diseño y el embalaje de circuitos integrados, forma una parte importante de la industria de TI de Taiwán. Debido a sus fuertes capacidades en la fabricación de obleas OEM y una cadena de suministro de la industria completa , Taiwán ha podido distinguirse de sus competidores. La producción del sector alcanzó los US $ 39 mil millones en 2009, ocupando el primer lugar en participación de mercado global en fabricación, empaque y pruebas de circuitos integrados, y el segundo en diseño de circuitos integrados. Taiwan Semiconductor Manufacturing Company (TSMC) y United Microelectronics Corporation (UMC) son los dos fabricantes de chips por contrato más grandes del mundo, mientras que MediaTek es el cuarto mayor proveedor de productos fables del mundo. En 1987, TSMC fue pionero en el modelo de fundición sin fábrica, remodelando la industria mundial de semiconductores. Desde la primera planta de fabricación de obleas de 3 pulgadas de ITRI construida en 1977 y la fundación de UMC en 1980, la industria se ha convertido en un líder mundial con 40 fabs en funcionamiento en 2002. En 2007, la industria de semiconductores superó a la de los Estados Unidos, solo superada por Japón. Aunque la crisis financiera mundial de 2007 a 2010 afectó las ventas y exportaciones, la industria se recuperó con compañías que registraron ganancias récord para 2010. Taiwán tiene la mayor proporción de capacidades de fabricación de 300 nm, 90 nm y 60 nm en todo el mundo, y se esperaba que pasara a Japón en la capacidad fab total de IC a mediados de 2011.

### Información tecnológica

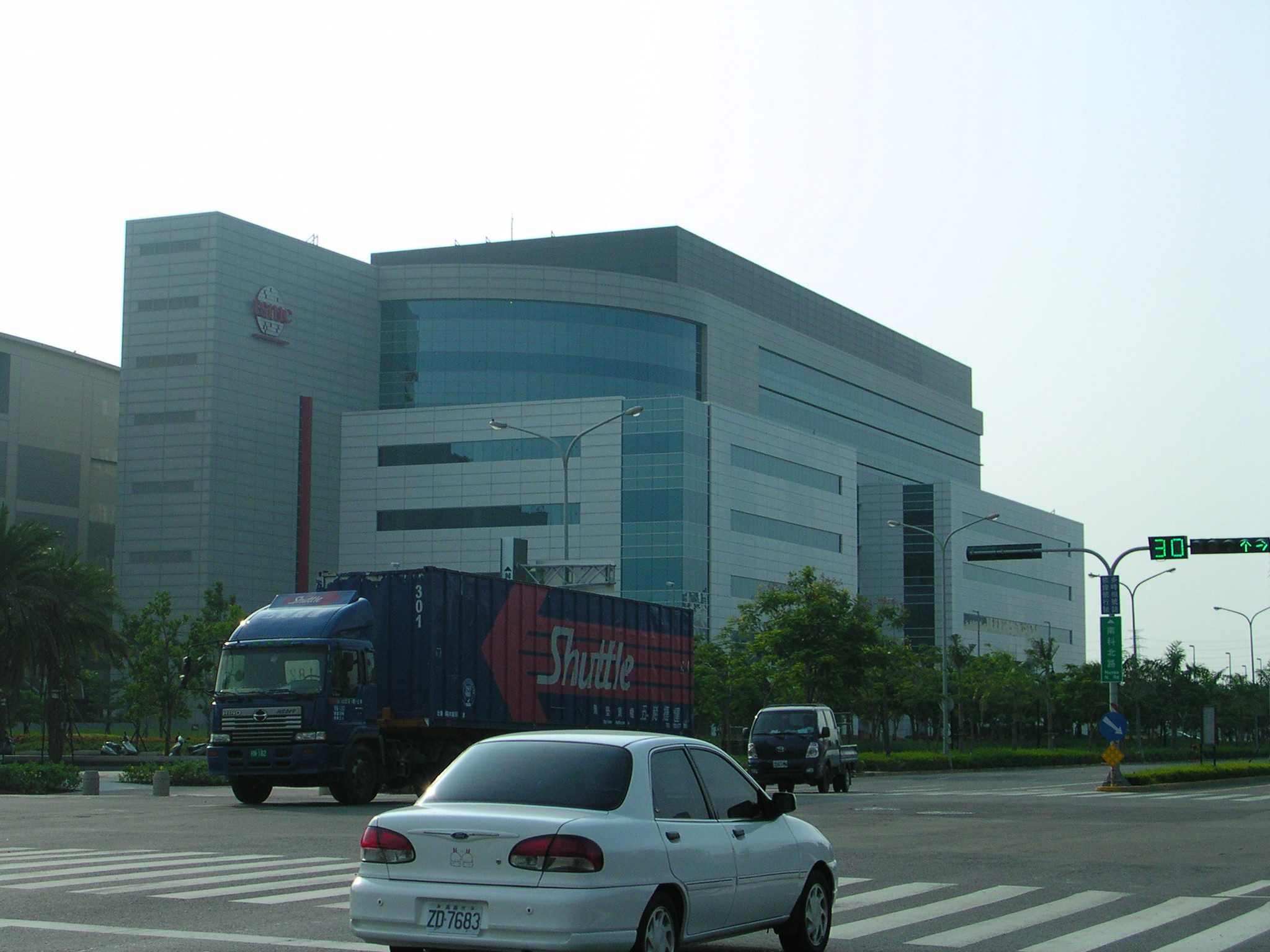
Una fábrica de TSMC en el Parque Científico de Tainan, una de las muchas compañías que conforman la industria de TI de Taiwán.

La industria de tecnología de la información de Taiwán ha desempeñado un papel importante en el mercado mundial de TI durante los últimos 20 años. En 1960, la industria electrónica en Taiwán era prácticamente inexistente. Sin embargo, con el enfoque del gobierno en el desarrollo de experiencia con alta tecnología, junto con el conocimiento de marketing y gestión para establecer sus propias industrias, se establecieron empresas como TSMC y UMC. La industria utilizó sus recursos industriales y su experiencia en la gestión de productos para cooperar estrechamente con los principales proveedores internacionales para convertirse en el centro de investigación y desarrollo de la región de Asia y el Pacífico. La estructura de la industria en Taiwán incluye un puñado de empresas en la cima junto con muchas pequeñas y medianas empresas (PYME) que representan el 85% de la producción industrial. Estas PYME generalmente producen productos en base a un fabricante de equipo original (OEM) o un fabricante de diseño original (ODM), lo que resulta en menos recursos gastados en investigación y desarrollo. Debido al énfasis del modelo OEM/ODM, las empresas generalmente no pueden realizar evaluaciones en profundidad para la inversión, producción y comercialización de nuevos productos, sino que dependen de la importación de componentes clave y tecnología avanzada de los Estados Unidos y Japón. Veinte de las principales empresas de tecnología de la información y la comunicación (TIC) tienen oficinas de compras internacionales establecidas en Taiwán. Como firmante del Acuerdo de Tecnología de la Información, Taiwán eliminó gradualmente los aranceles sobre productos de TI desde el 1 de enero de 2002.
Taiwán tiene un creciente sector de inicio.
Taiwán es un centro de cómputo global, telecomunicaciones y gestión de datos con una gran cantidad de granjas de servidores que operan en el país. Se cree que el centro de datos de Google en Changhua es el más grande de Asia. Taiwán está bien conectado a la red mundial de cable de fibra óptica submarina y sirve como un importante intercambio de tráfico.

### Agricultura

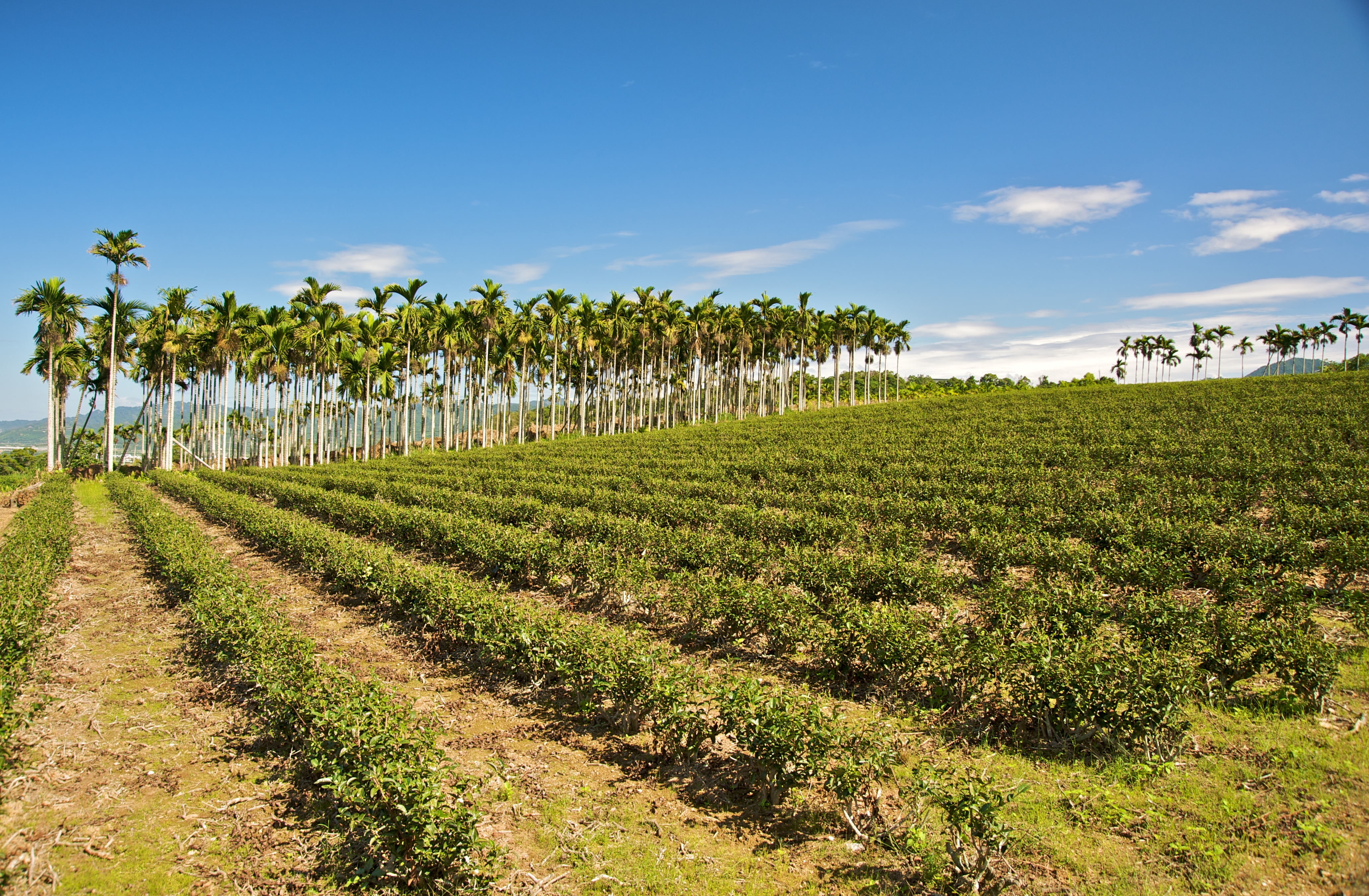
Una plantación de té en Ruisui, Hualien, parte de la industria agrícola de Taiwán, que sirvió de columna vertebral para su milagro económico.

La agricultura ha servido como una base sólida para el milagro económico de Taiwán. Después de la retrocesión de Japón en 1945, el gobierno anunció una estrategia a largo plazo de "desarrollar la industria a través de la agricultura y desarrollar la agricultura a través de la industria". Como tal, la agricultura se convirtió en la base del desarrollo económico de Taiwán durante los primeros años y sirvió como un ancla para el crecimiento de la industria y el comercio. Mientras que en 1951 la producción agrícola representaba el 35,8% del PIB de Taiwán, en 2013 se había superado ampliamente y sus NTD $475.90 mil millones representaban solo el 1.69% del PIB. Como de 2013, La agricultura de Taiwán era una mezcla de cultivos (47.88%), ganado (31.16%), pesca (20.87%) y silvicultura (0.09%). Desde su adhesión a la Organización Mundial del Comercio y la posterior liberalización del comercio, el gobierno ha implementado nuevas políticas para desarrollar el sector en una industria verde más competitiva y modernizada.
Aunque solo alrededor de una cuarta parte de la superficie terrestre de Taiwán es apta para la agricultura, prácticamente todas las tierras agrícolas se cultivan intensamente, con algunas áreas aptas para dos e incluso tres cosechas al año. Sin embargo, los aumentos en la producción agrícola han sido mucho más lentos que el crecimiento industrial. La modernización agrícola ha sido inhibida por el pequeño tamaño de las granjas y la falta de inversión en mejores instalaciones y capacitación para desarrollar negocios más rentables. La población agrícola de Taiwán ha disminuido constantemente de 1974 a 2002, lo que llevó al Consejo de Agricultura a introducir una gestión moderna de la granja, proporcionar capacitación técnica y ofrecer asesoramiento para mejores sistemas de producción y distribución. Promoción de la mecanización agrícola ha ayudado a aliviar la escasez de mano de obra al tiempo que aumenta la productividad; Tanto la producción de arroz como la de caña de azúcar están completamente mecanizadas. Los principales cultivos de Taiwán son arroz, caña de azúcar, frutas (muchas de ellas tropicales) y vegetales. Aunque es autosuficiente en la producción de arroz, Taiwán importa grandes cantidades de trigo, principalmente de los Estados Unidos. La producción y el consumo de carne ha aumentado considerablemente, lo que refleja un alto nivel de vida. Taiwán ha exportado grandes cantidades de carne de cerdo congelada, aunque esto se vio afectado por un brote de fiebre aftosa en 1997. Otras exportaciones agrícolas incluyen pescado, acuicultura y productos del mar, vegetales enlatados y congelados, y productos de granos. Se espera que las importaciones de productos agrícolas aumenten debido a la adhesión a la OMC, que está abriendo mercados agrícolas previamente protegidos.

### Energía

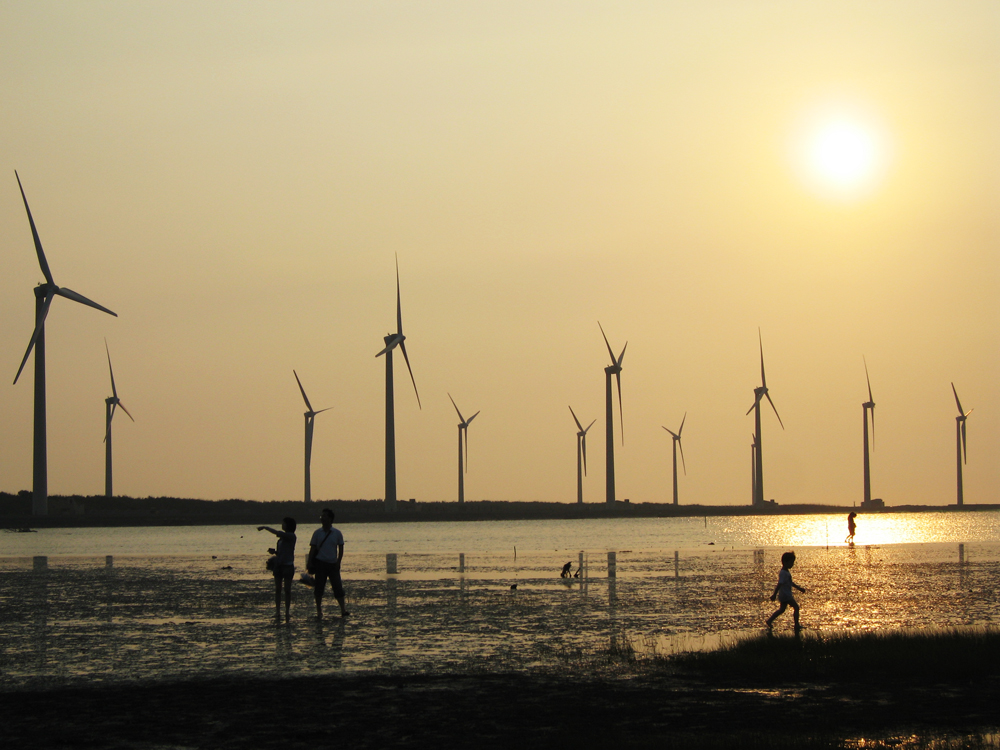
Las turbinas eólicas, como estas en Qingshui, Taichung, son parte de los esfuerzos del gobierno en la comercialización de energía renovable.

Debido a la falta de recursos naturales en la isla, Taiwán se ve obligado a importar muchas de sus necesidades energéticas (actualmente en un 98%). La energía importada totalizó $11.52 mil millones en 2002, representando el 4.1% de su PIB. Aunque el sector industrial ha sido tradicionalmente el mayor consumidor de energía de Taiwán, su participación ha disminuido en los últimos años del 62% en 1986 al 58% en 2002. El consumo de energía de Taiwán está dominado por el petróleo crudo y los productos derivados del petróleo (48,52%), seguido de carbón (29,2%), gas natural (12,23%), energía nuclear (8,33%) y energía hidroeléctrica (0,28%). La isla también depende en gran medida del petróleo importado, con el 72% de su petróleo crudo proveniente del Medio Oriente en 2002. Aunque Taiwan Power Company (Taipower), empresa estatal, está a cargo de proporcionar electricidad para el área de Taiwán, Una medida de 1994 ha permitido a los productores independientes de energía (IPP) proporcionar hasta el 20% de las necesidades energéticas de la isla. Indonesia y Malasia abastecen la mayoría de las necesidades de gas natural de Taiwán. Actualmente tiene tres plantas de energía nuclear operativas. Una cuarta planta en construcción fue abandonada en 2014.
Aunque el uso de energía per cápita de Taiwán está a la par con los países asiáticos vecinos, en julio de 2005 el Ministerio de Economía ha anunciado planes para recortar 170 millones de toneladas de dióxido de carbono para el año 2025. En 2010, las emisiones de dióxido de carbono tienen reducido en 5,14 millones de toneladas métricas. Con el fin de reducir aún más las emisiones, el gobierno también planea aumentar la eficiencia energética en un 2% cada año hasta 2020. Además, para 2015 se planea reducir las emisiones en un 7% en comparación con los niveles de 2005.
Taiwán es el cuarto productor mundial de baterías con energía solar y el mayor fabricante de LED por volumen. En 2010, Taiwán tenía instalados más de 1,66 millones de metros cuadrados de colectores de calor solar, con una densidad de instalación que lo ubica en el tercer lugar del mundo. El gobierno ya ha construido 155 conjuntos de turbinas eólicas capaces de producir 281,6 MW de energía, y hay proyectos adicionales planificados o en construcción. Las energías renovables representan el 6,8% del uso de energía de Taiwán a partir de 2010. En 2010, el sector de energía verde generó un valor de producción de $10,97 mil millones. El gobierno también anunció planes para invertir $838 millones para la promoción de energía renovable y $635 millones adicionales para investigación y desarrollo.

### Acero y fabricación pesada
Taiwán, a partir de 2017, es el decimotercer mayor exportador de acero del mundo. En 2018, Taiwán exportó 12,2 millones de toneladas métricas de acero, un aumento del uno por ciento desde 12,0 millones de toneladas métricas en 2017. Las exportaciones de Taiwán representaron alrededor del 3 por ciento de todo el acero exportado a nivel mundial en 2017, según los datos disponibles. El volumen de las exportaciones de acero de Taiwán en 2018 fue un sexto del mayor exportador mundial, China, y casi un tercio del segundo mayor exportador, Japón. En términos de valor, el acero representó solo el 3.6 por ciento de la cantidad total de bienes que Taiwán exportó en 2018. Taiwán exporta acero a más de 130 países y territorios. Durante la década de 2009-2019, Taiwán aumentó sus exportaciones de acero en un 24%. En 2018, EE. UU. Importó 300,000 toneladas métricas de tubos y productos de tubos. Taiwán ha desarrollado un vasto comercio de exportación a sus vecinos más próximos en productos planos. TaiwánLas exportaciones de acero inoxidable sumaron en 2018 alrededor de 500,000 toneladas métricas.
Taiwán es el cuarto mayor exportador de herramientas de máquinas y componentes de máquinas herramienta en el mundo. El área metropolitana de Taichung alberga un grupo de fabricantes de máquinas herramienta.
La empresa taiwanesa Techman Robot Inc. es el segundo mayor productor mundial de cobots.

### Industrias marítimas
En 2017, Taiwán exportó ciento sesenta y dos yates. En 2018, Taiwán fue la cuarta nación más grande de construcción de yates por pies de yate construida después de Italia, los Países Bajos y Turquía. Taiwán es una de las naciones pesqueras más grandes del mundo y la industria de procesamiento de pescado asociada también es importante.

## Empresas con más ingresos
Según el índice Forbes Global 2000 de 2019, las empresas que cotizan en bolsa más grandes de Taiwán son:
| Pos. | Empresa                | Ingresos ($ mil millones) | Beneficio ($ billones) | Activos ($ billones) | Valor de mercado ($ billones) |
| ---- | ---------------------- | ------------------------- | ---------------------- | -------------------- | ----------------------------- |
| 1    | Hon Hai Precision      | 175.6                     | 4.3                    | 110                  | 41.2                          |
| 2    | TSMC                   | 34.2                      | 11.6                   | 68                   | 222.4                         |
| 3    | Cathay Financial       | 3.5                       | 0.1                    | 73.0                 | 4.1                           |
| 4    | Fubon Financial        | 21.9                      | 1.6                    | 250.6                | 14.9                          |
| 5    | CTBC Financial         | 16.7                      | 1.2                    | 187.2                | 12.8                          |
| 6    | Formosa Petrochemical  | 25.5                      | 2                      | 13.2                 | 35.4                          |
| 7    | Formosa Chemicals      | 13.5                      | 1.6                    | 19.2                 | 20.6                          |
| 8    | Nan Ya Plastics        | 11                        | 1.7                    | 18.6                 | 19.9                          |
| 9    | Formosa Plastics       | 7.6                       | 1.6                    | 13.2                 | 35.4                          |
| 10   | Formosa Petrochemical  | 25.5                      | 2                      | 16.3                 | 22.3                          |
| 11   | China Steel            | 13.3                      | 0.8                    | 21.9                 | 12.6                          |
| 12   | Chunghwa Telecom       | 7.1                       | 1.2                    | 15.2                 | 27.7                          |
| 13   | Mega Financial Holding | 3.2                       | 0.9                    | 115.2                | 12.4                          |
| 14   | ASE Group              | 12.3                      | 0.8                    | 17.4                 | 10.2                          |
| 15   | Quanta Computer        | 34.1                      | 0.5                    | 21.5                 | 7.6                           |
| 16   | Uni-President          | 14.3                      | 0.6                    | 13.2                 | 13.1                          |

## Política laboral

### Políticas Sindicales
Las Leyes del Sindicato, legisladas por el Kuomintang (KMT) en el continente, otorgaron a los trabajadores de Taiwán el derecho de sindicalizarse. Sin embargo, antes de la democratización de Taiwán, las funciones de los sindicatos estaban limitadas bajo una estricta regulación y corporativismo estatal. En virtud de las Leyes Sindicales, a los trabajadores solo se les permitía organizarse en las empresas, lo que significa que los sindicatos a nivel industrial estaban prohibidos. Además, solo puede existir un sindicato dentro de cada empresa o área geográfica. Grupos ocupacionales especiales como los docentes no podían sindicalizarse. El derecho de huelga y la negociación colectiva también se vieron obstaculizados por la ley. El Acuerdo de Negociación Colectiva en 1930 estipuló que las negociaciones colectivas no eran legalmente válidas sin la aprobación del gobierno. La democratización en 1986 trajo cambios dramáticos a la participación y las políticas sindicales. Entre 1986 y 1992, los trabajadores sindicalizados aumentaron en un 13%. Surgieron una serie de sindicatos autónomos no oficiales, incluida la Confederación de Sindicatos de Taiwán (TCTU) que adquirió reconocimiento legal en 2000. Las enmiendas a las Leyes Sindicales y el Acuerdo de Negociación Colectiva entraron en vigencia en principios del siglo XXI. La Ley de Sindicatos Laborales enmendada eliminó las limitaciones sobre grupos ocupacionales especiales de la representación colectiva. La Ley de convenios colectivos de 2008 garantizó a los sindicatos el poder de negociar con los empleadores.

### Protección del empleo
Los derechos laborales y las protecciones laborales de Taiwán aumentaron con su progreso de democratización en la década de 1980, y todavía tiene un nivel relativamente alto de protección laboral en comparación con otros países de Asia Oriental. Implementada en agosto de 1984, la Ley de Normas Laborales fue la primera ley integral de protección del empleo para los trabajadores de Taiwán. Antes de su implementación, la Ley de Fábrica era la ley principal que rige los asuntos laborales, pero fue ineficaz en la práctica debido a su cobertura limitada de negocios y problemas y la ausencia de sanciones por violación. En contraste, la Ley de Normas Laborales cubrió una gama más amplia de negocios y asuntos laborales, y sanciones detalladas por su violación. Reguló un período de aviso antes de despedir empleados, y también requirió un mayor nivel de indemnización por despido. Otros asuntos laborales también estaban regulados por la ley, incluyendo contrato, salario, pago de horas extras, compensaciones por accidentes laborales, etc. Las sanciones por violación del empleador también estaban claras en la ley, estableciendo multas y responsabilidades penales. El Consejo de Asuntos Laborales (CLA) se creó el 1 de agosto de 1987 para ayudar con la inspección del trabajo y la aplicación de la Ley de Normas Laborales.

### Políticas activas del mercado laboral
Las políticas activas del mercado laboral se llevaron a cabo en Taiwán a finales del siglo XX y principios del XXI, como resultado de los cambios estructurales económicos causados por la globalización y la desindustrialización. El desempleo aumentó y alcanzó aproximadamente el 5% en 2002 y 2009. Se adoptaron un conjunto de políticas para ayudar a los desempleados y proporcionar empleo. La Ley de seguro de empleo de 2002 otorga seguridad de ingresos durante el desempleo, pero al mismo tiempo requiere que los beneficiarios usen todos los recursos disponibles para encontrar trabajo. El Programa de creación de empleo multifacético, introducido por primera vez en 1999, crea empleo en los grupos del tercer sector, especialmente en organizaciones sin fines de lucro. Subvenciona a esas empresas para proporcionar formación profesional y oportunidades de trabajo. El Programa de creación de empleo temporal del sector público abordó directamente la crisis financiera de 2008. A diferencia de los programas multifacéticos de creación de empleo, el programa de creación de empleo temporal del sector público crea empleos en el propio gobierno. De 2008 a 2009, se estimó que el gobierno crearía 102,000 oportunidades de trabajo mediante ese programa. También se implementó un proyecto de creación de empleo para ayudar a los jóvenes mediante el subsidio de la contratación de jóvenes en universidades y empresas privadas.

### Horas laborales
El PIB per cápita de Taiwán en diciembre de 1984 estaba por debajo de los US $ 5,000 antes de alcanzar los US $ 25,026 en diciembre de 2018, un máximo histórico. El 30 de julio de 1984, Taiwán implementó una Ley de Normas Laborales de ochenta y seis artículos bajo la Orden Presidencial N ° 14069. La ley definió la semana laboral estándar como 40 horas laborales con un límite de ocho horas por día, permitiendo un máximo de cuarenta y ocho horas laborales por semana incluidas horas extras.
El artículo 25 de la Ley de Normas Laborales sostiene que no habrá discriminación sexual en las condiciones de los trabajadores, sin embargo, debido a que la cultura taiwanesa y, por lo tanto, la economía política tradicionalmente "clasifica a las empleadas como naturalmente orientadas al matrimonio y la familia", las mujeres son se supone que obtiene empleo en campos que se limitan a estos ideales. Como resultado de los ideales feministas cada vez más frecuentes con las mujeres que buscan condiciones de trabajo iguales en sociedades modernas como Taiwán, incluso la política de estado civil y la política de inmigración se han visto afectadas ya que las mujeres buscan roles menos patriarcales hasta el punto en que los hombres taiwaneses han buscado un mayor tasas de matrimonios transnacionales desde la década de 1990.

## Parques científicos e industriales

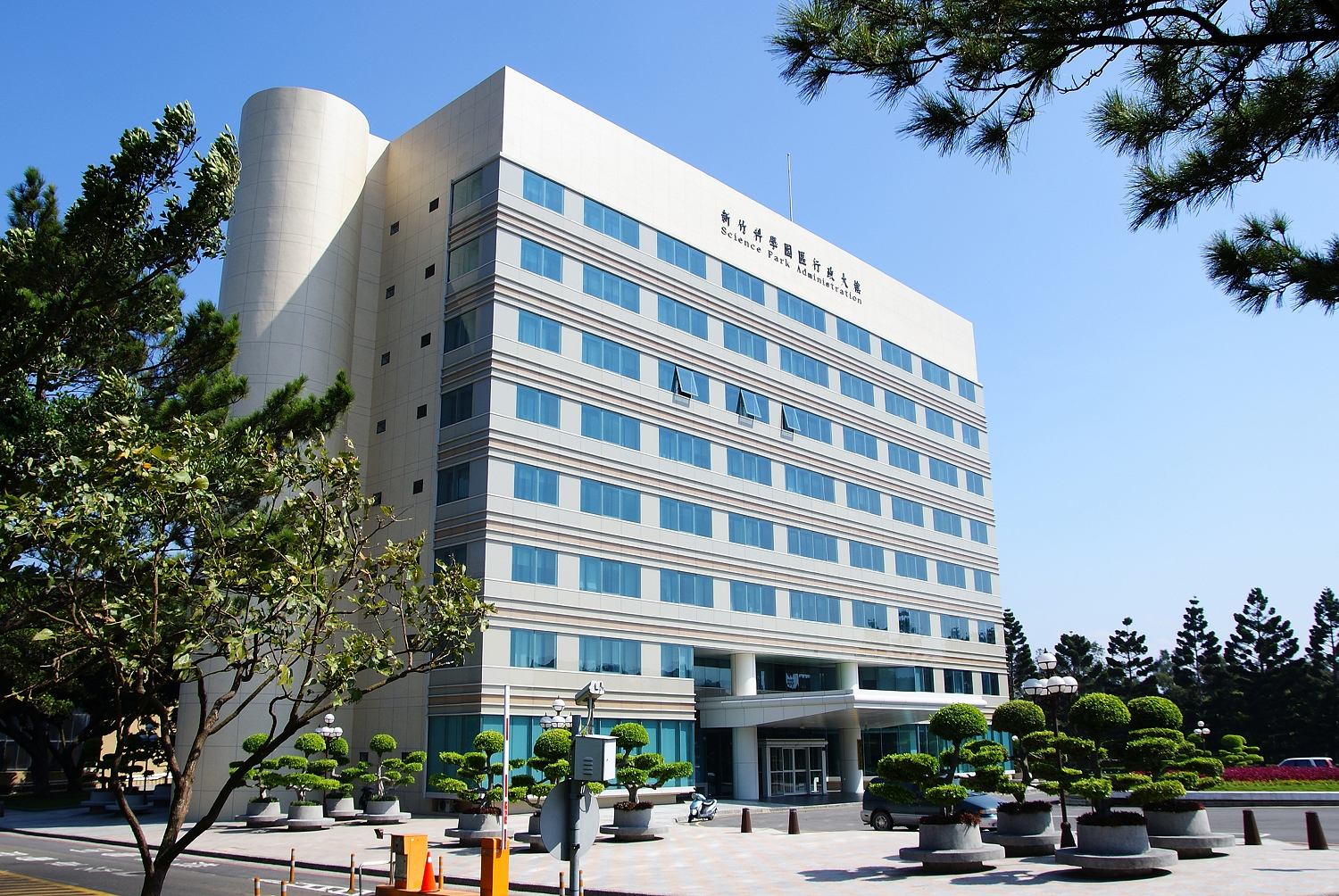
Parque científico e industrial de Hsinchu, sede de muchas de las empresas de TI de Taiwán

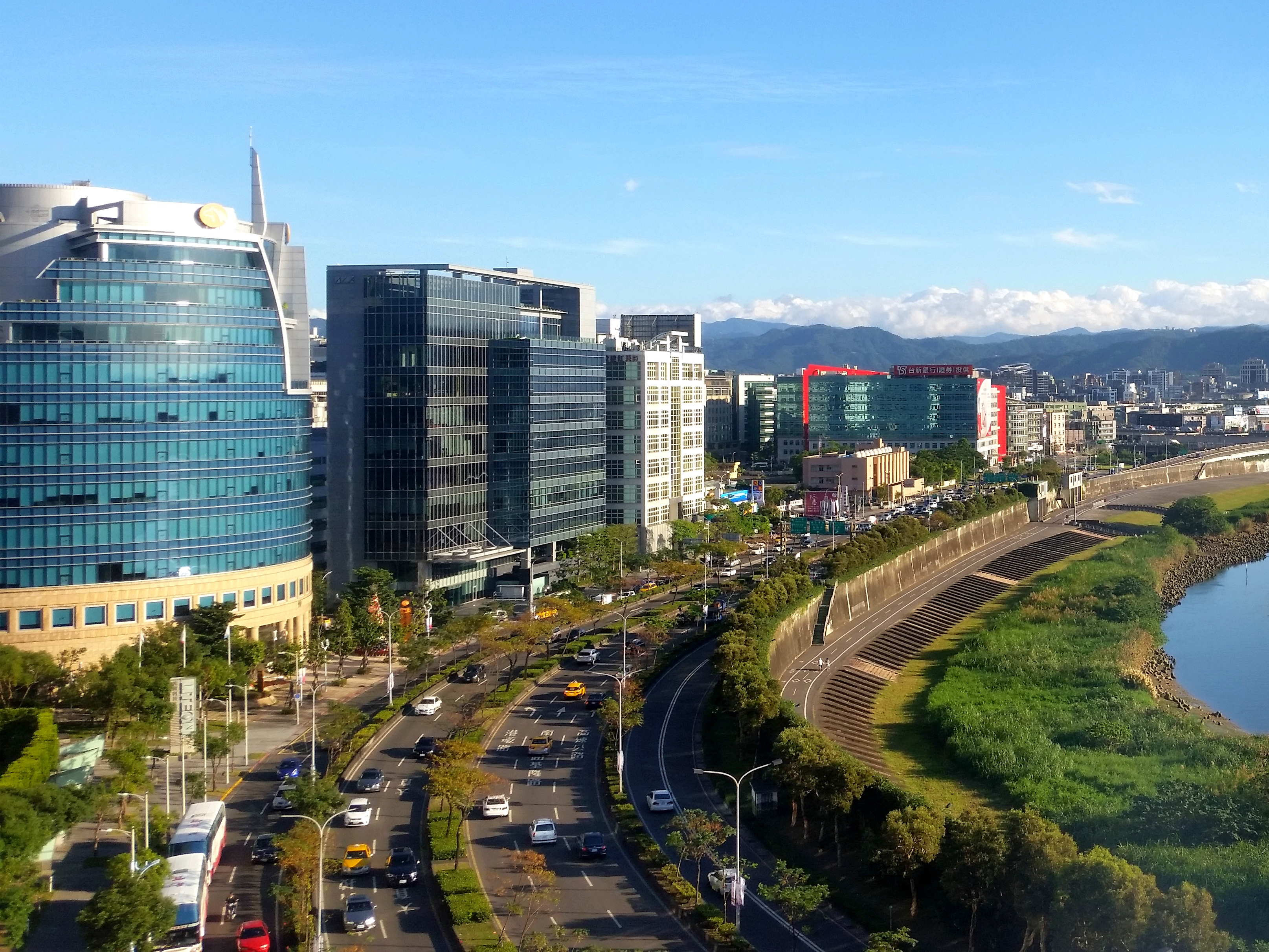
Parque Tecnológico Taipéi Neihu

Con el fin de promover la investigación y el desarrollo industrial, el gobierno comenzó a establecer parques científicos, zonas económicas que ofrecen rentas de alquiler y servicios públicos, incentivos fiscales y tasas especializadas de préstamos para atraer inversiones. El primero de ellos, el Parque Científico de Hsinchu fue establecido en 1980 por el Consejo Nacional de Ciencia con un enfoque en investigación y desarrollo en tecnología de la información y biotecnología. Se le ha llamado el "Silicon Valley" de Taiwán y se ha expandido a seis campus que cubren un área de 1,140 hectáreas (11.4 km²) Más de 430 empresas (incluidas muchas que figuran en TAIEX) que emplean a más de 130,000 personas se encuentran dentro del parque, y el capital pagado totalizó $36,10 mil millones en 2008. Tanto Taiwan Semiconductor Manufacturing Company como United Microelectronics Corporation, la empresa más grande del mundo y el segundo mayor fabricante de chips por contrato, tiene su sede en el parque. Desde 1980, el gobierno ha invertido más de mil millones de dólares en la infraestructura del parque, y se ha buscado una mayor expansión para parques más especializados. El Instituto de Investigación de Tecnología Industrial (ITRI), con sede en el parque, es la organización de investigación sin fines de lucro más grande de Taiwán y ha trabajado para desarrollar investigación tecnológica aplicada para la industria, incluidas muchas de las industrias tradicionales de Taiwán (como los textiles).
Tras el éxito del primer parque, en 1996 se estableció el Parque Científico del Sur de Taiwán (STSP), compuesto por el Parque Científico de Tainan y el Parque Científico de Kaohsiung. Además de las empresas, varios institutos de investigación (incluida la Academia Sinica) y las universidades han establecido sucursales dentro del parque con un enfoque en circuitos integrados (IC), optoelectrónica y biotecnología. El Parque Científico Central de Taiwán (CTSP) se estableció más recientemente en 2003. [170] Mientras que el CTSP todavía está en desarrollo, muchas empresas (incluida AU Optronics) ya se mudaron al parque y comenzaron las operaciones de fabricación. Al igual que los otros parques, CTSP también se enfoca en circuitos integrados, optoelectrónica y biotecnología, con la industria de optoelectrónica representando el 78% de sus ingresos en 2008. Estos tres parques científicos solo han atraído más de NTD $4 billones ($137 miles de millones) de entrada de capital y en 2010 los ingresos totales dentro de los parques alcanzaron NTD $ 2,16 billones ($72,8 mil millones).
El Parque Industrial de Linhai, establecido en Kaohsiung en 1960, es una zona industrial bien desarrollada con más de 490 compañías que se enfocan en otras industrias que incluyen metales básicos, maquinaria y reparaciones, productos minerales no metálicos, productos químicos y fabricación de alimentos y bebidas. El Parque industrial costero de Changhua, ubicado en el condado de Changhua, es un grupo industrial más nuevo con muchas industrias diferentes, como la producción de alimentos, vidrio, textiles y plásticos.
Las listas completas de parques industriales y científicos en Taiwán son:
- Parque Científico Central de Taiwán
- Parque Científico Hsinchu
- Parque Científico Kaohsiung
- Parque de software de Nankang
- Parque Científico Neihu
- Parque Científico de Tainan

## Institutos de investigación económica

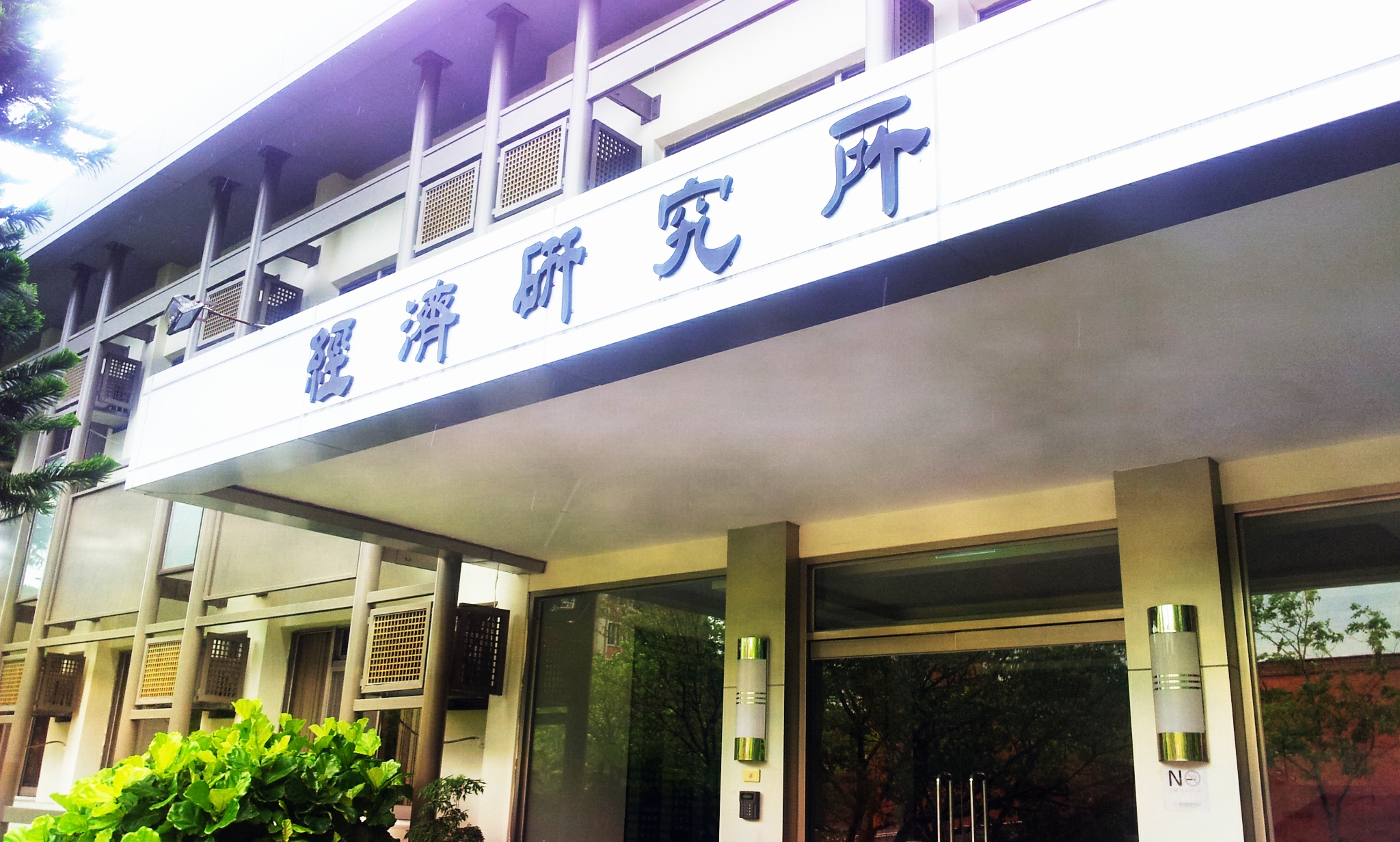
Instituto de Economía, Academia Sinica

- Instituto de Investigación Económica de Taiwán
- Institución Chung-Hua para la Investigación Económica
- Instituto de Economía, Academia Sinica
- Instituto de Investigación de Tecnología Industrial
- Instituto de Investigación de Ganadería de Taiwán